# Ettore Bugatti
Ettore Arco Isidoro Bugatti (Milano, 15. rujna 1881. – Pariz, 21. kolovoza 1947.), talijanski automobilski konstruktor i proizvođač čuvene sportske marke Bugatti.

### Obitelj
S dobrim zaleđem, porijeklom iz Milana, bio je stariji sin Terese Lorioli i Carla Bugattija (1856–1940), dizajnera Art Nouveau namještaja i nakita. Mlađi brat, Rembrandt Bugatti (1884–1916) bio je kipar, njegova teta, Luigia Bugatti,bila je udana za slikara Giovannija Segantinija, djed s očeve strane, Giovanni Luigi Bugatti, bio je arhitekt i kipar.